# 歐申帕克 (緬因州)
歐申帕克（英語：Ocean Park）是位於美國緬因州約克縣的一個非建制地區。

## 地理
歐申帕克所處的海拔為高於海平面1米（即3英呎），而該地所採用的時區為UTC-5，即北美东部時區（EST）。同時該地設有夏令時間，為UTC-5調快一小時，即UTC-4（EDT）。